# ジグムント・バウマン
ジグムント・バウマン（Zygmunt Bauman、1925年11月19日 - 2017年1月9日）は、ポーランド出身の社会学者。イギリス・リーズ大学およびワルシャワ大学名誉教授。「立法者と解釈者」、「造園管理人と猟場番人」、「固定化と液状化」といったメタファーを巧みに用いて今日のポストモダン社会の考察を深めるマルチ・リンガルの知識人として知られる。

## 略歴
ポーランド西部ポズナニに貧しいユダヤ人の家に生まれる。第二次世界大戦が勃発すると一家挙げてソビエト連邦に逃れ、1943年にソ連翼下のポーランド人民軍に入隊。部隊の政治委員から大尉・少佐へと昇進し、ソ連のベルリン侵攻にも従軍した。
戦後、ポーランド労働者党の党員となると共にワルシャワ大学で社会学を学び始めるが、1953年に反ユダヤ主義の高まりにより軍から強制的に除隊。翌年には博士号を取得するとともにワルシャワ大学哲学・社会科学部の講師に着任、1961年からは雑誌『社会学研究』の編集長を務め1966年にポーランド社会学協会の理事長に就任する。
1967年にイスラエルとエジプトの間で六日戦争が起きると、それを切っ掛けとして親イスラエル・海外敵対協力の嫌疑をかけられる。このため反シオニストを自ら証すために統一労働者党の党員証を返還するも、翌年にはポーランド青年に反動的影響を与え腐敗させたという理由でワルシャワ大学から解雇される。このためポーランドを出国し、イスラエル、カナダ、アメリカ、オーストラリアを経て、イギリスに至り1971年にリーズ大学の社会学教授に就任。1990年には同大学の名誉教授となった。1998年にはテオドール・アドルノ賞、2011年にはコミュニケーション及びヒューマニズム部門でアストゥリアス皇太子賞を受賞している。
2017年1月9日、死去。91歳没。死因は不詳。

## 著書

### 単著
- Between Class and Elite: the Evolution of the British Labour Movement: A Sociological Study, trans. by Sheila Patterson, (Manchester University Press, 1972).
- Culture as Praxis, (Routledge, 1973).
- Socialism: the Active Utopia, (Allen and Unwin, 1976).
- Towards a Critical Sociology: An Essay on Commonsense and Emancipation, (Routledge, 1976).
- Hermeneutics and Social Science, (Columbia University Press, 1978).
- Memories of Class: the Pre-history and After-life of Class, (Routledge, 1982).
- Legislators and Interpreters: On Modernity, Post-modernity and Intellectuals, (Polity Press, 1987).

『立法者と解釈者――モダニティ・ポストモダニティ・知識人』、向山恭一・萩原能久・木村光太郎・奈良和重訳、昭和堂, 1995年
- Freedom, (Open University Press, 1988).
- Modernity and the Holocaust, (Polity Press, 1989).

『近代とホロコースト』、森田典正訳、大月書店, 2006年／ちくま学芸文庫, 2021年
- Thinking Sociologically, (Blackwell, 1990).

『社会学の考え方――日常生活の成り立ちを探る』、奥井智之訳、HBJ出版局, 1993年
- Modernity and Ambivalence, (Polity Press, 1991).
- Mortality, Immortality and Other Life Strategies, (Polity Press, 1992).
- Intimations of Postmodernity, (Routledge, 1992).
- Postmodern Ethics, (Blackwell, 1993).
- Alone Again: Ethics after Certainty, (Demos, 1994).
- Life in Fragments: Essays in Postmodern Morality, (Blackwell, 1995).
- Postmodernity and its Discontents, (Polity Press, 1997).
- Work, Consumerism and the New Poor, (Open University Press, 1998, 2nd ed., 2005).

『新しい貧困――労働、消費主義、ニュープア』、伊藤茂訳、青土社, 2008年
- Globalization: the Human Consequences, (Columbia University Press, 1998).

『グローバリゼーション』、澤田眞治・中井愛子訳、法政大学出版局、2010年 ISBN 978-4-588-60315-0
- In Search of Politics, (Polity Press, 1999).

『政治の発見』、中道寿一訳、日本経済評論社, 2002年
- Liquid Modernity, (Polity Press, 2000).

『リキッド・モダニティ――液状化する社会』、森田典正訳、大月書店, 2001年
- Community: Seeking Safety in an Insecure World, (Polity Press, 2001).

『コミュニティ――安全と自由の戦場』、奥井智之訳、筑摩書房, 2007年／ちくま学芸文庫, 2017年
- The Individualized Society, (Polity Press, 2001).

『個人化社会』、澤井敦・菅野博史・鈴木智之訳、青弓社, 2008年
- Society under Siege, (Polity Press, 2002).
- Liquid Love: On the Frailty of Human Bonds, (Polity Press, 2003).
- Europe: An Unfinished Adventure, (Polity Press, 2004).
- Identity: Conversations with Benedetto Vecchi, (Polity Press, 2004).

『アイデンティティ』、伊藤茂訳、日本経済評論社, 2007年
- Wasted Lives: Modernity and its Outcasts, (Polity Press, 2004).

『廃棄された生――モダニティとその追放者』、中島道男訳、昭和堂, 2007年
- Liquid Life, (Polity Press, 2005).

『リキッド・ライフ――現代における生の諸相』、長谷川啓介訳、大月書店, 2008年
- Liquid Fear, (Polity Press, 2006).

『液状不安』、澤井敦訳、青弓社、2012年
- Liquid Times: Living in an Age of Uncertainty, (Polity Press, 2007)
- Consuming Life, (Polity Press, 2007) ISBN 0-7456-4002-8
- Does Ethics Have a Chance in a World of Consumers? (Harvard University Press, 2008) ISBN 0-6740-2780-9
- The Art of Life, (Polity Press, 2008).

『幸福論――"生きづらい"時代の社会学』、高橋良輔・開内文乃訳、作品社、2009年
- 44 letters from the liquid modern world, Polity Press, 2010.

『リキッド・モダニティを読みとく――液状化した現代世界からの44通の手紙』、酒井邦秀訳、ちくま学芸文庫、2014年
- Collateral damage: social inequalities in a global age, Polity, 2011.

『コラテラル・ダメージ――グローバル時代の巻き添え被害』、伊藤茂訳、青土社、2011年
- Culture in a liquid modern world, Polity, 2011.

『リキッド化する世界の文化論』、伊藤茂訳、青土社、2014年
- This is not a diary, Polity, 2012.
- Does the richness of the few benefit us all?, Polity, 2013.
- What use is sociology?: conversations with Michael Hviid Jacobsen and Keith Tester, Polity, 2014.

『社会学の使い方』、伊藤茂訳、青土社、2016年
- Strangers at our door, Polity, 2016.

『自分とは違った人たちとどう向き合うか――難民問題から考える』、伊藤茂訳、青土社、2017年

### 共著
- Conversations with Zygmunt Bauman, with Keith Tester, (Polity Press, 2001).
- Thinking Sociologically, 2nd ed., with Tim May, (Blackwell, 2001).

ティム・メイ共著『社会学の考え方』、奥井智之訳、ちくま学芸文庫、2016年
- Living on borrowed time: conversations with Citlali Rovirosa-Madrazo, Polity Press, 2010.

『《非常事態》を生きる』、高橋良輔・高澤洋志・山田陽訳、作品社、2012年
- Liquid surveillance: a conversation, Zygmunt Bauman and David Lyon, Polity, 2013.

『私たちが、すすんで監視し、監視される、この世界について――リキッド・サーベイランスをめぐる7章』、伊藤茂訳、青土社、2013年